# Manicouagan (jezero)
Manicouagan je jezero koje se smjestilo u istoimenom krateru u kanadskoj provinciji Québecu.

## Opis
Vjeruje se da je krater nastao udarem asteroida promjera velikog 5 kilometra prije oko 215 milijuna godina u razdoblju trijasa, dok je jezero mlađeg podrijetla. Unutar jezera nalazi se otok René-Levasseur. Ovaj je krater peti po veličini u svijetu.

## Vanjske poveznice
|  | Zajednički poslužitelj ima još gradiva o temi Manicouagan (jezero) |